# Иран (горный массив)
Иран (индон. Pegunungan Iran) — горный хребет, расположенный в северной части острова Калимантан. По нему частично проходит государственная граница Индонезии и Малайзии. Иран протянулся с северо-востока на юго-запад, параллельно границе Северного Калимантана и Саравака.
Протяжённость хребта около 100 км, ширина около 50 км. Отроги Ирана, которые идут на северо-восток в центральной и северной частях провинции Северный Калимантан, почти достигают побережья.
Высота до 2988 м над уровнем моря; сложен осадочными и метаморфическими породами; покрыт вечнозелеными горными лесами. На склонах этого горного хребта берут начало многие реки Калимантана, в том числе Каян и Раджанг.